# Flaga obwodu murmańskiego
Flaga obwodu murmańskiego (NHR:1501) – symbol obwodu murmańskiego, zatwierdzony 25 czerwca 2004. Jest to składający się z dwóch nierównych horyzontalnych pasów: górnego - niebieskiego i dolnego czerwonego (o stosunku szerokości 4:1), prostokątny materiał w proporcjach (szerokość do długości) - 2:3. W środku większego górnego pasa umieszczone jest przedstawienie zorzy polarnej, jako złocistych (żółtych) promieni, które odbiegają w górę od potrójnego łuku. Długość wstawki jest równa szerokości niebieskiego pasa, a jej wysokość połowie jego wysokości. 